# 2015년 한국프로야구 신인 드래프트
2015년 한국프로야구 신인선수 지명회의는 2014년 8월 25일에 서울특별시 강남구 역삼동 르네상스 서울호텔 3층 다이아몬드볼룸에서 진행된 신인 지명회의이다.

## 지명 방식
작년과 마찬가지로 홀수 라운드는 전년도 순위의 역순, 짝수 라운드는 전년도 순위대로 지명하는 방식이다. 최종 10라운드까지 진행되므로, 팀당 최대 10명까지 선발이 가능하다(kt 위즈는 15명 선발). 이번 지명 회의의 경우 신생 구단인 kt 위즈의 참가로 인해 순서의 조정이 있었다.
지명순서
- 홀수 라운드 : 한화 → KIA → NC → SK → 롯데 → 넥센 → LG → 두산 → 삼성 → kt
- 짝수 라운드 : kt → 삼성 → 두산 → LG → 넥센 → 롯데 → SK → NC → KIA → 한화
- kt 위즈 특별 규정

프로 야구 신생 구단인 kt 위즈의 경우 이번 신인선수 지명 회의 이전에 특별 지명으로 2명의 선수를 지명했다. 이번 신인선수 지명 회의에서는 1라운드 지명이 끝난 후 3명을 추가 지명할 수 있다.

## 지명결과

### kt 위즈특별우선지명 선수
kt 위즈는 2014년 6월 9일에 특별 우선 지명 선수를 발표하였다.
| 출신교       | 성명   | 포지션 | 비고         |
| ------------ | ------ | ------ | ------------ |
| 청주고등학교 | 주권   | 투수   | 계약금 3억원 |
| 동의대학교   | 홍성무 | 투수   | 계약금 3억원 |

### 1차 지명

#### 8개 구단 1차 지명
- 2014년 6월 23일에 NC 다이노스와 kt 위즈를 제외한 나머지 8개 구단의 연고 지역 1차 지명이 실시되었다.
- 서울 공동 연고권을 가지고 있는 서울 3개 팀은 넥센-두산-LG의 순서로 지명하였다.

| 구단          | 출신교       | 포지션 | 성명   | 비고              |
| ------------- | ------------ | ------ | ------ | ----------------- |
| 삼성 라이온즈 | 설악고등학교 | 외야수 | 김영한 | 계약금 1억5천만원 |
| 두산 베어스   | 서울고등학교 | 투수   | 남경호 | 계약금 2억원      |
| LG 트윈스     | 덕수고등학교 | 포수   | 김재성 | 계약금 2억원      |
| 넥센 히어로즈 | 서울고등학교 | 투수   | 최원태 | 계약금 3억5천만원 |
| 롯데 자이언츠 | 부경고등학교 | 포수   | 강태율 | 계약금 1억5천만원 |
| SK 와이번스   | 동국대학교   | 포수   | 이현석 | 계약금 2억원      |
| KIA 타이거즈  | 경성대학교   | 투수   | 이민우 | 계약금 2억4천만원 |
| 한화 이글스   | 북일고등학교 | 투수   | 김범수 | 계약금 2억원      |

#### NC,kt1차 지명
- NC 다이노스와 kt 위즈의 전국 단위 1차 지명이 2014년 6월 30일에 실시 되었다.
- NC 다이노스와 kt 위즈의 1차 지명은 kt-NC의 순서로 진행되었다.

| 구단        | 출신교       | 포지션 | 성명   | 비고              |
| ----------- | ------------ | ------ | ------ | ----------------- |
| NC 다이노스 | 경희대학교   | 투수   | 이호중 | 계약금 2억원      |
| kt 위즈     | 덕수고등학교 | 투수   | 엄상백 | 계약금 2억3천만원 |

### 2차지명 결과
| 라운드       | 한화 | KIA | NC | SK | 롯데 | 넥센 | LG | 두산 | 삼성 | kt                                        |
| ------------ | --- | --- | --- | --- | --- | --- | --- | --- | --- | ----------------------------------------- |
| 1            | 김민우 (용마고, 투수) (계약금:2억원) | 황대인 (경기고, 내야수) (계약금:1억6천만원)                                                                                               | 구창모 (울산공고, 투수) (계약금:1억5천만원)                                                                                               | 조한욱 (충암고, 투수) (계약금:1억5천만원)                                                                                                 | 안태경 (전 TEX, 투수) (계약금:없음) | 김해수 (경기고, 투수) (계약금:1억5천만원)                                                                                                 | 안익훈 (대전고, 외야수) (계약금:1억 2천만원)                                                                                              | 채지선 (광주일고, 투수) (계약금1억4천만원)                                                                                                | 장필준 (전 LAA, 투수) (계약금:없음) | 이창재 (단국대, 투수) (계약금:1억2천만원) |
| kt 특별 지명 | 1라운드 종료 후 kt 위즈에서 신생 팀의 조건으로 3명의 선수를 특별 지명하였다. 이들의 2라운드 지명순서는 2라운드 전체 11번, 12번, 13번이다. | 1라운드 종료 후 kt 위즈에서 신생 팀의 조건으로 3명의 선수를 특별 지명하였다. 이들의 2라운드 지명순서는 2라운드 전체 11번, 12번, 13번이다. | 1라운드 종료 후 kt 위즈에서 신생 팀의 조건으로 3명의 선수를 특별 지명하였다. 이들의 2라운드 지명순서는 2라운드 전체 11번, 12번, 13번이다. | 1라운드 종료 후 kt 위즈에서 신생 팀의 조건으로 3명의 선수를 특별 지명하였다. 이들의 2라운드 지명순서는 2라운드 전체 11번, 12번, 13번이다. | 1라운드 종료 후 kt 위즈에서 신생 팀의 조건으로 3명의 선수를 특별 지명하였다. 이들의 2라운드 지명순서는 2라운드 전체 11번, 12번, 13번이다. | 1라운드 종료 후 kt 위즈에서 신생 팀의 조건으로 3명의 선수를 특별 지명하였다. 이들의 2라운드 지명순서는 2라운드 전체 11번, 12번, 13번이다. | 1라운드 종료 후 kt 위즈에서 신생 팀의 조건으로 3명의 선수를 특별 지명하였다. 이들의 2라운드 지명순서는 2라운드 전체 11번, 12번, 13번이다. | 1라운드 종료 후 kt 위즈에서 신생 팀의 조건으로 3명의 선수를 특별 지명하였다. 이들의 2라운드 지명순서는 2라운드 전체 11번, 12번, 13번이다. | 1라운드 종료 후 kt 위즈에서 신생 팀의 조건으로 3명의 선수를 특별 지명하였다. 이들의 2라운드 지명순서는 2라운드 전체 11번, 12번, 13번이다. | 김민수 (성균관대,투수)                    |
| kt 특별 지명 | 1라운드 종료 후 kt 위즈에서 신생 팀의 조건으로 3명의 선수를 특별 지명하였다. 이들의 2라운드 지명순서는 2라운드 전체 11번, 12번, 13번이다. | 1라운드 종료 후 kt 위즈에서 신생 팀의 조건으로 3명의 선수를 특별 지명하였다. 이들의 2라운드 지명순서는 2라운드 전체 11번, 12번, 13번이다. | 1라운드 종료 후 kt 위즈에서 신생 팀의 조건으로 3명의 선수를 특별 지명하였다. 이들의 2라운드 지명순서는 2라운드 전체 11번, 12번, 13번이다. | 1라운드 종료 후 kt 위즈에서 신생 팀의 조건으로 3명의 선수를 특별 지명하였다. 이들의 2라운드 지명순서는 2라운드 전체 11번, 12번, 13번이다. | 1라운드 종료 후 kt 위즈에서 신생 팀의 조건으로 3명의 선수를 특별 지명하였다. 이들의 2라운드 지명순서는 2라운드 전체 11번, 12번, 13번이다. | 1라운드 종료 후 kt 위즈에서 신생 팀의 조건으로 3명의 선수를 특별 지명하였다. 이들의 2라운드 지명순서는 2라운드 전체 11번, 12번, 13번이다. | 1라운드 종료 후 kt 위즈에서 신생 팀의 조건으로 3명의 선수를 특별 지명하였다. 이들의 2라운드 지명순서는 2라운드 전체 11번, 12번, 13번이다. | 1라운드 종료 후 kt 위즈에서 신생 팀의 조건으로 3명의 선수를 특별 지명하였다. 이들의 2라운드 지명순서는 2라운드 전체 11번, 12번, 13번이다. | 1라운드 종료 후 kt 위즈에서 신생 팀의 조건으로 3명의 선수를 특별 지명하였다. 이들의 2라운드 지명순서는 2라운드 전체 11번, 12번, 13번이다. | 윤수호 (단국대,투수)                      |
| kt 특별 지명 | 1라운드 종료 후 kt 위즈에서 신생 팀의 조건으로 3명의 선수를 특별 지명하였다. 이들의 2라운드 지명순서는 2라운드 전체 11번, 12번, 13번이다. | 1라운드 종료 후 kt 위즈에서 신생 팀의 조건으로 3명의 선수를 특별 지명하였다. 이들의 2라운드 지명순서는 2라운드 전체 11번, 12번, 13번이다. | 1라운드 종료 후 kt 위즈에서 신생 팀의 조건으로 3명의 선수를 특별 지명하였다. 이들의 2라운드 지명순서는 2라운드 전체 11번, 12번, 13번이다. | 1라운드 종료 후 kt 위즈에서 신생 팀의 조건으로 3명의 선수를 특별 지명하였다. 이들의 2라운드 지명순서는 2라운드 전체 11번, 12번, 13번이다. | 1라운드 종료 후 kt 위즈에서 신생 팀의 조건으로 3명의 선수를 특별 지명하였다. 이들의 2라운드 지명순서는 2라운드 전체 11번, 12번, 13번이다. | 1라운드 종료 후 kt 위즈에서 신생 팀의 조건으로 3명의 선수를 특별 지명하였다. 이들의 2라운드 지명순서는 2라운드 전체 11번, 12번, 13번이다. | 1라운드 종료 후 kt 위즈에서 신생 팀의 조건으로 3명의 선수를 특별 지명하였다. 이들의 2라운드 지명순서는 2라운드 전체 11번, 12번, 13번이다. | 1라운드 종료 후 kt 위즈에서 신생 팀의 조건으로 3명의 선수를 특별 지명하였다. 이들의 2라운드 지명순서는 2라운드 전체 11번, 12번, 13번이다. | 1라운드 종료 후 kt 위즈에서 신생 팀의 조건으로 3명의 선수를 특별 지명하였다. 이들의 2라운드 지명순서는 2라운드 전체 11번, 12번, 13번이다. | 김재윤 (전 ARI,포수)                      |
| 2            | 김정민 (단국대, 투수) (계약금:1억원) | 문경찬 (건국대, 투수) (계약금:1억1천만원)                                                                                                 | 류진욱 (부산고, 투수) (계약금:1억원) | 허웅 (경북고, 투수) | 차재용 (부천고, 투수) | 김택형 (동산고, 투수) (계약금:1억원) | 최민창 (신일고, 외야수) (계약금:1억원) | 김민혁 (동성고, 내야수) | 최정용 (세광고, 내야수) | 정성곤 (구리인창고, 투수)                 |
| 3            | 이도윤 (북일고, 내야수) (계약금:8천만원)                                                                                                  | 이종석 (세한대, 투수) (계약금:9천만원) | 송동욱 (광주일고,포수) (계약금:9천만원)                                                                                                   | 김웅빈 (울산공고, 내야수) | 전병우 (동아대, 내야수) | 박주현 (장충고, 투수) (계약금:9천만원) | 백승현 (인천고, 내야수) (계약금:7천만원)                                                                                                  | 사공엽 (고려대, 외야수) | 김기환 (소래고, 외야수) | 정주후 (광주일고, 내야수)                 |
| 4            | 임석현 (북일고, 투수) (계약금:7천만원) | 이준영 (중앙대, 투수) (계약금:8천만원) | 이훈 (야탑고,투수) (계약금:8천만원) | 박세웅 (청주고, 투수) | 석지형 (일본경제고, 투수) | 정용준 (상원고, 투수) (계약금:8천만원) | 정규식 (오사카학원대, 포수) | 방건우 (동성고, 투수) | 홍정우 (충암고, 투수) | 김만수 (효천고, 포수)                     |
| 5            | 박준범 (경북고, 포수) (계약금:6천만원) | 황인준 (한양대, 투수) (계약금:7천만원) | 류재인 (마산고,투수) (계약금:7천만원) | 유상화 (제물포고, 투수) | 김대륙 (동아대, 내야수) | 송성문 (장충고, 내야수) (계약금:8천만원)                                                                                                  | 박지규 (성균관대, 내야수) | 박종욱 (세광고, 포수) | 최민구 (영남대, 내야수) | 김태훈 (유신고, 내야수)                   |
| 6            | 신세진 (경남대,투수) (계약금:5천만원) | 김명찬 (연세대,투수) (계약금:6천만원) | 이우석 (군산상고,투수) (계약금:6천만원)                                                                                                   | 신동민 (휘문고,투수) | 김훈호 (공주고,투수) | 송우현 (북일고,내야수) (계약금:7천만원)                                                                                                   | 조학진 (인천고,투수) | 박성민 (연세대,투수) | 권정웅 (한양대,포수) | 조무근 (성균관대,투수)                    |
| 7            | 주현상 (동아대,투수) (계약금:5천만원) | 박정수 (야탑고,투수) (계약금:5천만원) | 문석종 (배재고,투수) (계약금:4천만원) | 이재관 (대전고,투수) | 강로한 (경남대,내야수) | 김정인 (화순고,투수) (계약금:6천만원) | 이상규 (청원고,투수) | 고봉찬 (제주국제대,외야수) | 김주온 (울산공고,투수) | 박휘연 (경희대,내야수)                    |
| 8            | 윤보성 (부산고,외야수) (계약금:4천만원)                                                                                                   | 박정우 (배명고,포수) (계약금:4천만원) | 김민욱 (인하대,포수) (계약금:4천만원) | 봉민호 (경기고,투수) | 김선균 (세한대,외야수) | 임혜동 (신일고,투수) (계약금:6천만원) | 김해현 (충암고,투수) | 정진철 (건국대,내야수) | 윤영수 (동국대,내야수) | 박태원 (연세대,내야수)                    |
| 9            | 김정호 (원주고,포수) (계약금:3천만원) | 이정현 (홍익대,외야수) (계약금:3천만원)                                                                                                   | 배준빈 (동의대,투수) (계약금:3천만원) | 홍준표 (우석대,내야수) | 배제성 (성남고,투수) | 임규빈 (동국대,투수) (계약금:3천만원) | 신민기 (단국대,내야수) | 정인석 (연세대,포수) | 류현동 (고려대,투수) | 이성복 (건국대,투수)                      |
| 10           | 박윤철 (서울고,투수) | 김호령 (동국대,외야수) (계약금:3천만원)                                                                                                   | 이정호 (경희대, 외야수) (계약금:3천만원)                                                                                                  | 남지훈 (유신고,투수) | 손준영 (동산고,투수) | 백찬이 (동국대,투수) (계약금:3천만원) | 박성준 (마산고,내야수) | 이윤후 (군산상고,투수) | 배진호 (고려대,내야수) | 박두현 (고려대,포수)                      |

- 'ㄹ'자 방식으로 지명 순서를 정함.
- 2차 지명 1라운드 지명 종료 후 kt 위즈가 특별 지명권 3장을 행사하였다.